# Simon Attila (költő)
Simon Attila (Csíkszereda, 1972. augusztus 6. –) erdélyi magyar költő.

## Életútja, munkássága
Középiskoláit szülővárosában végezte, a nagyváradi Ady Endre Sajtókollégiumban szerzett média szakos diplomát (1995), ebben az időben (1995) a kollégium Diák Hírlapjának szerkesztője.
1990–92 között helyettes tanár volt, majd a Háromszék munkatársa (1995–96), a sepsiszentgyörgyi Megyei Könyvtár alkalmazottja. 1996-ban szerkesztette a Könyvesház c. lapot, majd a Könyvjelzőt (1997), közben a Zabhegyező c. csíkszeredai ifjúsági lapot is (1995–96). 1998-ban Élő Erdély címmel internetes folyóiratot szerkesztett.

## Kötetei
- Elmondom-e ezt vagy álmodom? (versek, Csíkszereda, 1994)[1]
- Átila (versek, Csíkszereda, 1997)[2]